# Post Scriptum (album)
Post Scriptum is het tweede muziekalbum dat de Nederlandse pianist Wolfert Brederode met zijn kwartet opnam voor het Duitse platenlabel ECM Records. Het album is opgenomen in de Studios La Buissonne in Pernes-les-Fontaines onder leiding van Gérard de Haro en Nicolas Baillard. Producer was de vaste ECM-producer Manfred Eicher. Het album bevat stemmige, rustige en vooral lyrische jazzmuziek, en is daarmee een passend vervolg op het eerste album Currents uit 2007. Anders dan op Currents, waar alle composities van Brederode zelf waren, worden op dit album composities van alle vier groepsleden ten gehore gebracht. 

## Musici
- Wolfert Brederode – piano
- Claudio Puntin – klarinet, basklarinet
- Mats Eilertsen – contrabas
- Samuel Rohrer – slagwerk

## Composities
Allen van Brederode, behalve waar aangegeven:
1. Meander (6:18)
2. Angelico (5:25)
3. November (6:49)
4. Post Scriptum (3:08)
5. Hybrids (5:38) (Samuel Rohrer)
6. Inner Dance (4:55)
7. Aceh (5:38) (Mats Eilertsen)
8. Post Scriptum, var. (3:27)
9. Brun (3:54) (Mats Eilertsen)
10. Sofja (3:35)
11. Augenblick in der Garderobe des Sommers (4:28) (Claudio Puntin)
12. Silver Cloud (5:29)
13. Wall View (5:25) (Mats Eilertsen)
14. Silver Cloud, var. (2:52)